# Grandeur et Décadence (film, 1910)
Pour plus de détails, voir Fiche technique et Distribution.
Grandeur et Décadence est un film muet français réalisé par Georges Monca, sorti en 1910.

## Fiche technique
- Titre : Grandeur et Décadence
- Réalisation : Georges Monca
- Scénario : Edgard Favart
- Photographie :
- Montage :
- Société de production : Société cinématographique des auteurs et gens de lettres (S.C.A.G.L)
- Société de distribution : Pathé Frères
- Pays d'origine :  France
- Langue : film muet avec les intertitres  en français
- Métrage : 190 mètres
- Format : Noir et blanc — 35 mm — 1,33:1 — Muet
- Genre :  Comédie
- Durée : 6 minutes et 20 secondes
- Numéro de catalogue Pathé : 3396
- Dates de sortie : 
  -  France : 28 mai 1910

## Distribution
- Charles Prince : le chemineau
- Antony : l'académicien
- Mathilde Caumont : la mairesse